# Casemiro do Amaral
Casemiro do Amaral (nacido el 14 de septiembre de 1892 en Lisboa, Portugal - fallecido el 8 de octubre de 1939 en São Paulo, Brasil) fue un futbolista portugués nacionalizado brasileño. Jugaba de guardameta y su primer club fue el America RJ.

## Carrera
Nacido en Portugal y afincado en Brasil desde pequeño, Casemiro comenzó su carrera en 1911 jugando para el America RJ. En 1912 se fue al Pinheiros. En 1913 se pasó a las filas del Corinthians, donde jugó hasta 1914. En 1915 se fue a la AA Mackenzie, en donde estuvo hasta el año 1917. En 1918 regresó al Corinthians, en donde se retiró en el año 1920.

## Selección nacional
A pesar de haber nacido en Portugal, se nacionalizó brasileño y fue internacional con la Selección de fútbol de Brasil.

## Fallecimiento
Falleció en São Paulo el 8 de octubre de 1939 a los 47 años.

## Clubes
| Club        | País   | Año       |
| ----------- | ------ | --------- |
| America RJ  | Brasil | 1911      |
| Pinheiros   | Brasil | 1912      |
| Corinthians | Brasil | 1913-1914 |
| Mackenzie   | Brasil | 1915-1917 |
| Corinthians | Brasil | 1918-1920 |